# Josiah Middaugh
Josiah Middaugh (25 de julio de 1978) es un deportista estadounidense que compitió en triatlón.
Ganó dos medallas en el Campeonato Mundial de Triatlón Campo a Través en los años 2014 y 2016. Además, obtuvo cuatro medallas en el Campeonato Mundial de Xterra Triatlón entre los años 2004 y 2015.

## Palmarés internacional
| Campeonato Mundial | Campeonato Mundial         | Campeonato Mundial | Campeonato Mundial |
| Año                | Lugar                      | Medalla            | Prueba             |
| ------------------ | -------------------------- | ------------------ | ------------------ |
| 2014               | Zittau (Alemania)          | Medalla de plata   | Individual         |
| 2016               | Snowy Mountain (Australia) | Medalla de plata   | Individual         |

| Campeonato Mundial | Campeonato Mundial    | Campeonato Mundial | Campeonato Mundial |
| Año                | Lugar                 | Medalla            | Prueba             |
| ------------------ | --------------------- | ------------------ | ------------------ |
| 2004               | Maui (Estados Unidos) | Medalla de bronce  | Individual         |
| 2012               | Maui (Estados Unidos) | Medalla de plata   | Individual         |
| 2014               | Maui (Estados Unidos) | Medalla de plata   | Individual         |
| 2015               | Maui (Estados Unidos) | Medalla de oro     | Individual         |